# Otaci
Otaci (ros. Атаки, Ataki) – miasto w północnej Mołdawii, na prawym brzegu Dniestru; w rejonie Ocnița. Liczy 8400 mieszkańców. Ośrodek przemysłowy. 15 km od miasta znajduje się klasztor Rudi. Siedziba klubu piłkarskiego Nistru Otaci.
Znajduje tu się przystanek kolejowy Otaci, położony na linii Ocnița – Otaci.